# District d'Amroha
Le district d'Amroha (en hindi : ज्योतिबा फुले नगर ज़िला, en ourdou : جیوتیبا پھولے نگر ضلع) auparavant nommé Jyotiba Phule Nagar  est un district de la division de Moradabad dans l'État de l'Uttar Pradesh en Inde.

## Description
Sa capitale est la ville de Amroha. 
La superficie du district est de 2 249 km2 et la population au recensement de 2011 s'élève à 1 840 221 habitants.